# Birsteiniolla
Birsteiniolla, en ocasiones erróneamente denominado Birsteniolla, es un género de foraminífero bentónico de la familia Birsteiniollinae, de la familia Rzehakinidae, de la superfamilia Rzehakinoidea, del suborden Schlumbergerinina y del orden Schlumbergerinida. Su especie tipo es Birsteiniolla macrostoma. Su rango cronoestratigráfico abarca el Holoceno.

## Discusión
Clasificaciones previas hubiesen incluido Birsteiniolla en el suborden Textulariina del Orden Textulariida o en el orden Lituolida. También ha sido incluido en el suborden Rzehakinina y en el orden Rzehakinida, aunque estos taxones han sido considerados sinónimos posteriores de Schlumbergerinina y Schlumbergerinida respectivamente.

## Clasificación
Birsteiniolla incluye a las siguientes especies:
- Birsteiniolla macrostoma